# (543354) 2014 AN55
(543354) 2014 AN55 est un objet transneptunien évoluant dans la région des objets épars et une planète naine potentielle, ayant un diamètre estimé à environ 550 km.